# Chùa Từ Vân

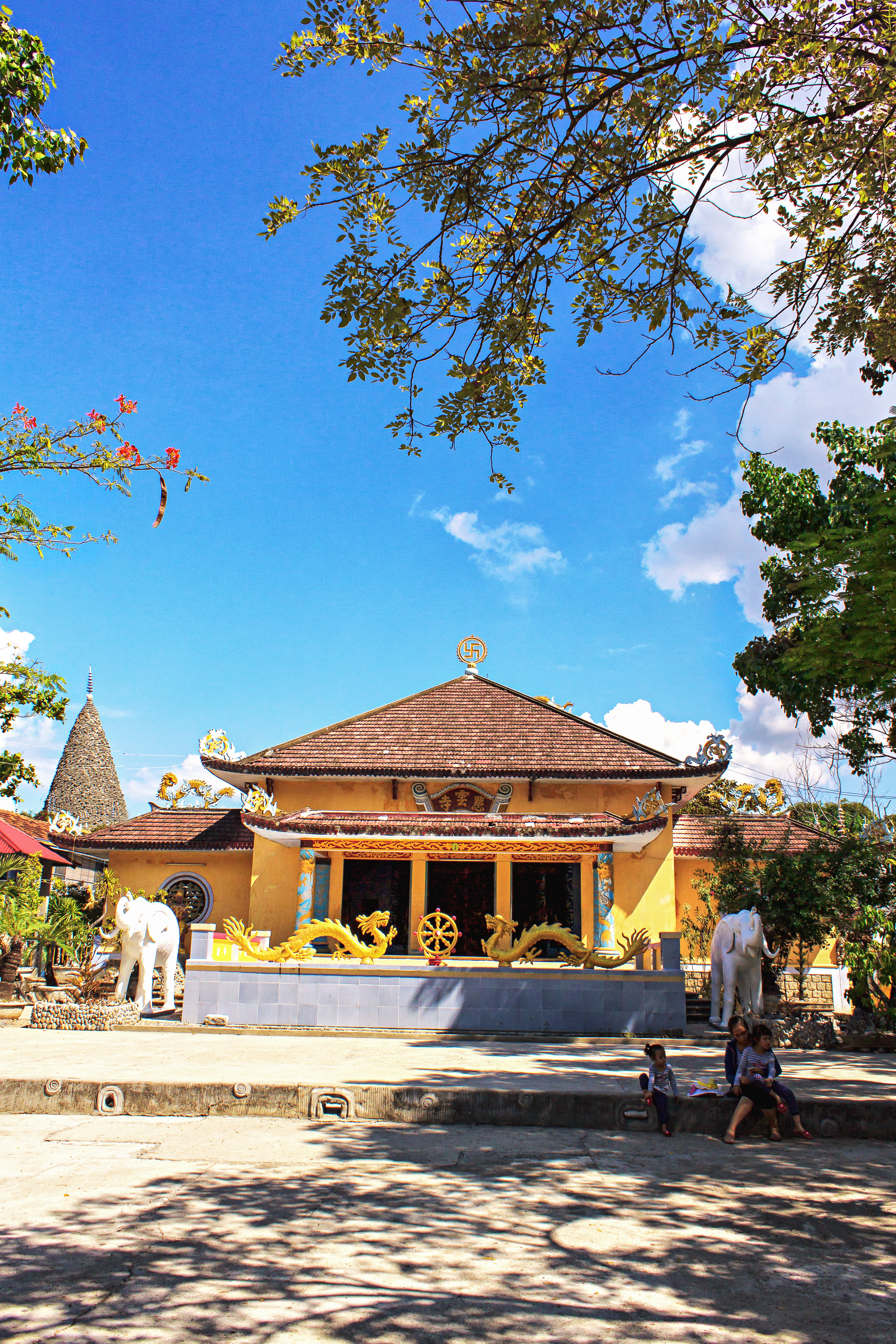
Chánh điện chùa Từ Vân

Chùa Từ Vân còn goi là Chùa Ốc hay Chùa San Hô Chùa tọa lạc trên đường 3/4 phường Cam Linh, tỉnh Khánh Hòa. Chùa được xây dựng năm 1968, với những nét kiến trúc độc đáo do tự tay các nhà sư tại đây xây dựng.

## Thiết kế - xây dựng

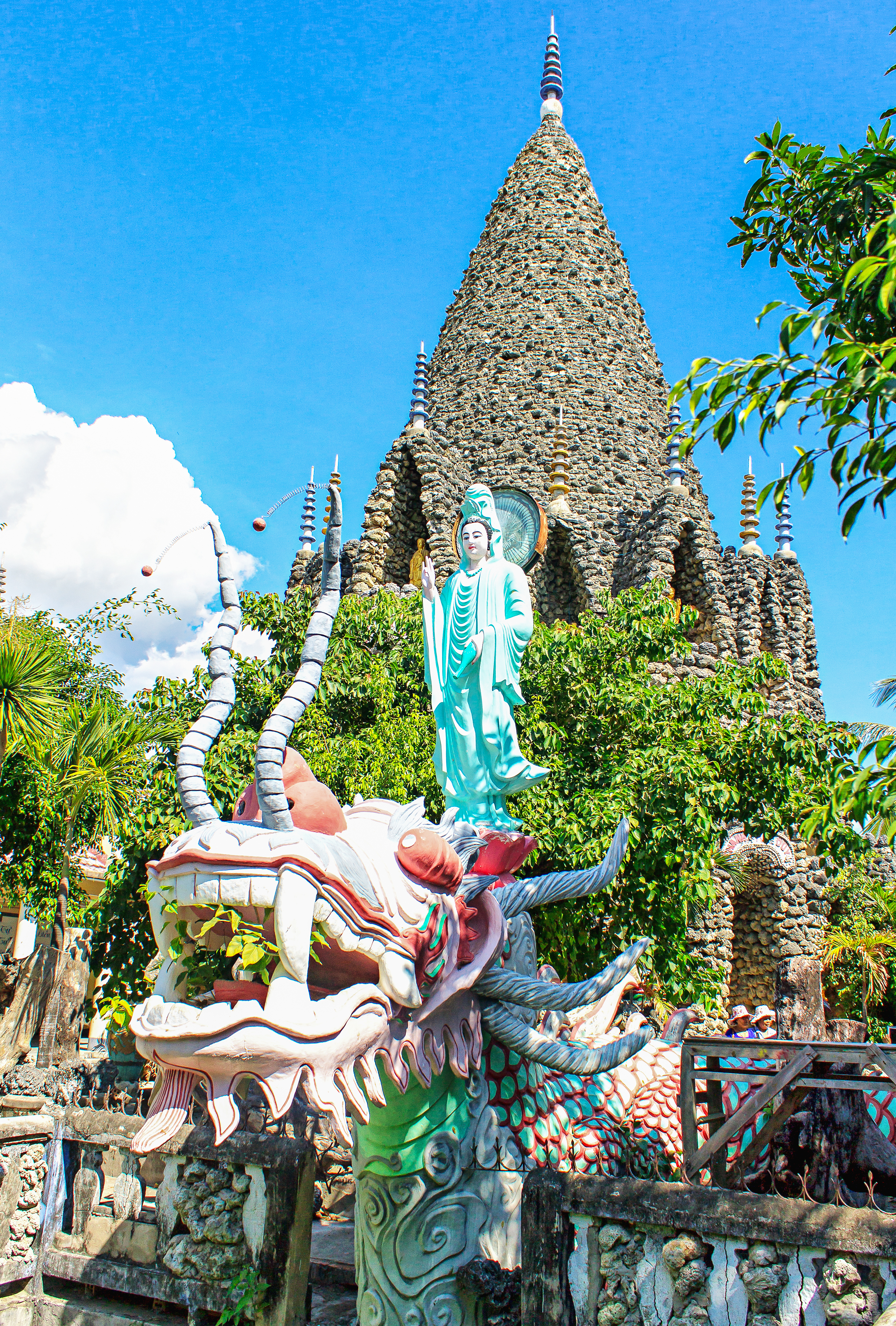
Tượng đài Quan Âm và tháp Bảo Tích ở chùa Từ Vân

Điểm nổi bật trong chùa là Tháp Bảo Tích và 18 Tầng Địa Ngục
• Tháp Bảo Tích được xây dựng từ những viên san hô xếp chồng lên nhau, kết hợp với vỏ ốc, vỏ sò tạo nên một không gian mang đậm phong vị biển cả.
• 18 Tầng Địa Ngục được xây dựng từ đá san hô, bên ngoài bao bọc là hình rồng, dài khoảng 500m.
Năm 1995, Thượng tọa Thích Thông Anh trụ trì chùa Từ Vân cùng các nhà sư của chùa tự tay thiết kế, xây dựng tháp theo phương pháp thủ công và phải mất 5 năm mới hoàn thành. Tháp cao 39 m, có 8 cửa tượng trưng cho "Bát chánh đạo" (gồm: chánh kiến, chánh tư duy, chánh ngữ, chánh nghiệp, chánh mạng, chánh tinh tấn, chánh niệm, chánh định).